# Gardawatchi Hilagué
Gardawatchi Hilagué (ou Gardawatchi ou Garda Watchi) est une localité du Cameroun située dans le canton de Doulo, dans la commune de Mora, dans le département du Mayo-Sava et la région de l'Extrême-Nord. Gadawatchi est l'homonyme de plusieurs villages au Cameroun, notamment un situé dans la commune de Maroua.

## Géographie
Gardawatchi se situe à l'extrême nord du département, au Nord de Mora, à proximité de la frontière avec le Nigeria et à proximité du Parc national de Waza.

## Population
En 1967, on comptait 131 personnes dans la localité.
Lors du recensement de 2005, 281 personnes y ont été dénombrées, dont 132 hommes et 149 femmes.

### Ethnies
On trouve à Gardawatchi des populations arabes Choa, Mandara et Mafa.